# Anthony Joubert
 (août 2021).
Anthony Joubert, né le 26 novembre 1983 à Arles (Bouches-du-Rhône), est un comédien, chanteur et humoriste français.
Il s'est fait connaître en terminant 5e lors de la troisième saison de l'émission Incroyable Talent sur M6 en 2008, avant de coprésenter La France a un incroyable talent, ça continue lors des trois saisons suivantes avec Jérôme Anthony, et de octobre 2011 à juillet 2014 un humoriste récurrent dans l'émission d'On n'demande qu'à en rire sur France 2 .

## Biographie
À l'âge de 19 ans, il compose son premier spectacle et assure ainsi les premières parties de nombreuses célébrités telles qu'Éric Collado (son collaborateur et « père spirituel »), Titoff, Patrick Fiori ou Gad Elmaleh.
En 2008, il termine cinquième de la saison 3 d'Incroyable talent diffusée sur M6 avec des sketchs mettant en scène son personnage fétiche : William de Fly. Il revient en 2009, 2010 et 2011 pour présenter, en compagnie de Jérôme Anthony, La France a un incroyable talent, ça continue, deuxième partie des saisons 4, 5 et 6 de La France a un incroyable talent.
Il assure une chronique chez Morandini!, sur Direct 8, durant les mois d'avril, mai et juin 2011.
D'octobre 2011 à juillet 2014, il est l'un des pensionnaires de l'émission On n'demande qu'à en rire sur France 2, en tant qu'humoriste. En 2012, dans la même émission un autre candidat, Sacha Judaszko devient le coauteur d'Anthony Joubert.

## Spectacles
- 2003-2005 : Entre père et fils
- 2006 : Masters d'arts martiaux 2006
- 2010 : William de Fly au théâtre de Dix-heures[3].
- 2011 : One man show
- 2013 : Saison 2
- 2015 : Saison 2 : le même spectacle mais avec des musiciens dedans
- 2015 : Revenir un jour de Franck Le Hen à Paris au théâtre des Feux de la Rampe
- 2015 : La Star et son Gorille
- 2016 : Le spectacle qui n'a jamais été écrit (spectacle d'improvisation)
- 2017 : J'aurais voulu être un chanteur (concert humoristique)
- 2019 : Les dernières de Saison 2 à l'Apollo théâtre (Paris) jusqu'àu 26 décembre
- Depuis 2024 : À quel moment ça a merdé ?

## Chanson
En 2010, il a écrit une chanson À fond pour Arles-Avignon en tant que fan de l'ACA (Athlétic Club Arles-Avignon) au sujet de laquelle il dit : « Arles a mis le talent, Avignon a mis le reste. Il ne faut pas se tirer dessus mais soutenir tous ensemble cette formidable équipe » et il rajoute : « On est tous provençaux. Le Vaucluse et les Bouches-du-Rhône, c'est la grande camargue quoi ! Arles et Avignon c'est deux villages on n'est pas Marseille, Lyon ou Paris quand même ».
En 2016, il écrit et compose l'hymne de l'USAM, le club de Hand ball de la ville de Nîmes.

## Média

### Radio
- 2010 : De vous à moi sur LCI Radio
- 2012 : Show Live sur 3DFM
- 2017 : La minute d'Anthony Joubert sur France Bleu

### Télévision

#### Synthèse des émissions
- 2008 : Incroyable talent (saison 3) sur M6 : candidat
- 2008 - 2009 : Pliés en 4 sur France 4 : participant
- 2009 - 2011 : La France a un incroyable talent, ça continue sur M6 : coanimateur avec Jérôme Anthony
- 2010 - 2011 : JJDA sur IDF1
- 2011 : Morandini ! sur Direct 8 : chroniqueur
- 2011 - 2014 : On n'demande qu'à en rire sur France 2 : pensionnaire
- 2011 : L'école des vannes sur Paris Première
- 2012 : La France a un incroyable talent, ça continue ("Que sont-ils devenus ?") sur M6 : participant
- 2012 - 2013 : Fan des années... (années 1996, 99) sur TMC : intervenant
- 2022 : Un dîner presque parfait (spéciale humoristes) sur W9 : candidat

#### On n'demande qu'à en rire
Il participe à l'émission à compter du 28 octobre 2011. Il en est devient pensionnaire le 28 septembre 2012.
Il se qualifie pour le spectacle du Casino de Paris lors du 5e prime.
Il est le seul humoriste à avoir utilisé un buzz rouge avec une note de 52/100 (lors de son 25e passage).
Son record personnel est de 90/100.
| 1 | Vous êtes un supporter de l’OM déprimé                                             | 28 octobre 2011  | 58 (Repêchage)          |
| 2 | L’abstinence un choix de plus en plus suivi                                        | 7 novembre 2011  | 14/20 (Téléspectateurs) |
| 3 | Guerre entre un père et son fils coiffeurs (participation de Éric Collado)         | 13 décembre 2011 | 55 (Repêchage)          |
| 4 | Être piéton à Paris, quelle galère                                                 | 13 février 2012  | 16/20 (Téléspectateurs) |
| 5 | Le Tour de France bientôt en Corse                                                 | 2 mars 2012      | 56 (Repêchage)          |
| 6 | Conseils pour ne pas se faire voler sa bicyclette (participation de Laurent Barat) | 18 juin 2012     | 75                      |
| 7 | Choisir un bon lycée dans le palmarès (participation de Cyril Étesse)              | 25 juillet 2012  | 76                      |

| 8       | Les écoliers nuls en histoire géo | 7 septembre 2012  | 82                                         |
| 9       | Les jeux paralympiques | 13 septembre 2012 | 68                                         |
| 10      | Chez les manouches (participation de Donel Jack'sman et Karim Duval)                                                                    | 28 septembre 2012 | 66                                         |
| 11      | Les vêtements qu'on a jamais sortis du placard (participation de Cyril Étesse)                                                          | 11 octobre 2012   | 70                                         |
| 12      | Un scanner corporel expérimenté à Nice (participation de Sacha Judaszko, de Karim Duval et des Décaféinés)                              | 19 octobre 2012   | 65                                         |
| 13      | Un Français sur cinq ne se douche pas (participation de Olivier Bossière)                                                               | 14 novembre 2012  | 76                                         |
| 14      | Du papier cadeau pour les emballages de Noël (participation de Jim, Mounya De La Villardière, Olivier et Xavier Bossière)               | 4 décembre 2012   | 13/20 (Téléspectateurs)                    |
| 15      | À l'intérieur du sous-marin nucléaire Français                                                                                          | 20 décembre 2012  | 62                                         |
| 16      | Je roule à contresens sur l’autoroute (participation de Donel Jack'sman)                                                                | 24 janvier 2013   | 71                                         |
| 17      | Humoriste sur une croisière (participation de Sacha Judaszko et en voix off Cyril Étesse)                                               | 1er février 2013  | 81                                         |
| 18      | Soldes, c'est la 2e démarque (participation de Sacha Judaszko, Eugénie Anselin et Les Décaféinés)                                       | 8 février 2013    | 69                                         |
| 19      | Le Nyotaimori interdit en Espagne (participation de Arnaud Agnel, Charlotte Bertoldi et Maxime Déchelle)                                | 15 février 2013   | 64                                         |
| 20      | Pas de prof de maths pendant 5 mois (participation de Sacha Judaszko, Ahmed Sylla, Cyril Étesse et en voix off Fiona)                   | 21 février 2013   | 63                                         |
| 21      | Ne me sers plus de lasagnes congelées                                                                                                   | 7 mars 2013       | 67                                         |
| 22      | Les vacances d’été sont trop longues | 11 mars 2013      | 73                                         |
| 23      | Qu'est-ce que je pourrais bien me faire tatouer (participation de Paco, Cyril Étesse, Valentin Langlois, Marine)                        | 22 mars 2013      | 83                                         |
| 24      | Un footballeur rend visite au joueur qu’il a blessé (participation de Cyril Étesse, Chloé Dumas, Valentin Langlois, Guillaume SanJorge) | 29 mars 2013      | 70                                         |
| 25      | Un artiste peintre et son modèle (participation d'Élise Pazza et Katia Doris)                                                           | 5 avril 2013      | 52 (Un joker perdu sur quatre)             |
| 26      | Trop de monde à la fête foraine | 19 avril 2013     | 85                                         |
| Prime 5 | Casting pour une émission de téléréalité (participation de Sacha Judaszko, Titoff et Romain Cheylan)                                    | 23 avril 2013     | 163/200 (Jury : 83 - Téléspectateurs : 80) |
| 27      | Un humoriste dans un palais princier (participation de Katia Doris, Sacha Judaszko et Les Décaféinés)                                   | 3 mai 2013        | 74                                         |
| 28      | Comment ne pas s'endormir au volant (participation de Cyril Etesse)                                                                     | 17 juin 2013      | 65                                         |
| 29      | Le cannabis toléré pour les sportifs (participation de Marie-Odile)                                                                     | 19 juin 2013      | 82                                         |

| 30 | Pollution : les terriens en manque d'air (participation de Sacha Judaszko, Benjy Dotti, Bonaf et Cyril Etesse)          | 10 avril 2014  | 65 |
| 31 | Les 50 ans de l'attraction It's a Small World de Disney (participation de Stéphane Martino)                             | 17 avril 2014  | 73 |
| 32 | L'examen du permis de conduire (participation de Sacha Judaszko)                                                        | 9 mai 2014     | 64 |
| 33 | Je me prépare pour Le Festival de Cannes                                                                                | 19 mai 2014    | 65 |
| 34 | Un opticien vous propose une petite combine (participation de Sacha Judaszko)                                           | 18 juin 2014   | 66 |
| 35 | Des cadeaux pour la fête des pères                                                                                      | 26 juin 2014   | 63 |
| 36 | Envahi par la procrastination (participation de Steeven & Christopher, Cyril Étesse, Donel Jack'sman et Sacha Judaszko) | 3 juillet 2014 | 90 |

## Filmographie

### Cinema
- 2013 : Vive la France de Michaël Youn : Gardien centre de rétention[5].

### Télévision
- 2012 - 2020 : Draculi & Gandolfi, de Guillaume SanJorge : meunier Joubertoun[6],[7],[8].
- 2022 : Plus belle la vie sur France 3 : le facteur
- 2024 : Plus belle la vie, encore plus belle (série TV) : Ange Legendre

### Web série
- 2012 : Super Keum avec la chanteuse niçoise Priscilla Betti, réalisé par Guillaume SanJorge[9]

### Théâtre
- 2024 : La photo de mon pote de Fabrice Donnio, mise en scène de Luq Hamet